# Rakesh Chaurasia
Rakesh Chaurasia, né le 10 janvier 1971 à Allahabad (Uttar Pradesh, Inde), est un compositeur de musique hindoustanie et flutiste indien, virtuose du bansurî.

## Biographie
Il est le neveu de Hariprasad Chaurasia.

## Discographie
- Tranquility, avec Abhijit Pohankar, 2001
- Vira, avec Talvin Singh, 2002
- Call of Krishna, 2003
- Call of Krishna 2, 2005
- Dor, 2006
- Call of Shiva, 2007
- Call of the Divine, 2013